# Suruí
De Suruí (ook aangeduid als Aikewara) zijn een inheems volk in Brazilië. Zij bewonen een gebied aan de rand van de Transamazônica in de staat Pará. In 1997 waren er 185 Suruí. Zij spreken Akwawá, een taal uit de Tupi-Guaraní-familie. De eerste contacten met de Westerse wereld vonden plaats in 1960.

## Woongebied
Oorspronkelijk woonden de Suruí aan de Rio Vermelho. Aan het begin van de 20e eeuw werden ze echter verjaagd door de Xikrin, waarna ze in hun huidige leefgebied terechtkwamen.
In 1979 vond de demarcatie van hun gebied. Enkele dorpen vielen echter buiten dit gebied. Op 20 augustus 1983 werd dit gebied bij presidentieel decreet aan de Suruí toegekend. Het ligt in de gemeente São João do Araguaia in het zuidoosten van Pará.
Het gebied bestond vroeger uit tropisch regenwoud, maar veel hiervan is gekapt om ruimte te maken voor weidegrond. Het overgebleven regenwoud bevindt zich binnen het Suruí-reservaat.

## Demografie
In 1960, ten tijde van het eerste contact met de blanken, bestond de bevolking uit 126 personen. Als gevolg van dit contact brak er een griepepidemie uit, die de bevolking terugbracht tot 40. In 1961 brak er een pokkenepidemie uit, waaraan nog eens 6 mensen overleden.
Tegen deze tijd kreeg de groep medische begeleiding. Bovendien lieten ze enige traditionele voorbehoedsmiddelen varen, waarna de bevolking weer toenam.